# 高山俊隆
高山 俊隆（たかやま としたか、1939年4月25日 - 2025年4月21日）は、日本の経営者。三和シヤッター工業会長を務めている。兵庫県出身。

## 経歴
1958年に灘高等学校を卒業後、1959年に同志社大学商学部を中退し、1963年に三和シヤッター工業に入社。
1972年4月に取締役に就任し、1974年4月には常務、1980年4月に副社長を経て、1981年5月に社長に就任。2007年10月には会長に就任し、2009年7月から2010年4月までに再び社長を務め、2019年まで会長を務めた。
2007年10月に三和ホールディングス社長に就任し、2012年4月に会長も兼任し、2014年6月には会長に専任。
2025年4月21日、病気のため死去。85歳没。